# بيتر فيليغاس
بيتر إنريكي فيليغاس إسبانيا (بالإسبانية: Petter Villegas) (مواليد 15 نوفمبر 1975 في إسميرالداس) لاعب كرة قدم بورتو ريكي دولي يجيد اللعب في خط الوسط . يلعب حاليا لصالح نادي بورتو ريكو آيلاندرز البورتو ريكي منذ 2005 .

## روابط خارجية
- بيتر فيليغاس على موقع الدوري الأمريكي (الإنجليزية)
- بيتر فيليغاس على موقع قاعدة بيانات كرة القدم.إي يو (الإنجليزية)
- بيتر فيليغاس على موقع ناشيونال فوتبول تيمز (الإنجليزية)
- بيتر فيليغاس على موقع كووورة